# Sansón y Dalila (Mantegna)
Sansón y Dalila es un cuadro del pintor Andrea Mantegna, realizado en 1495, que se encuentra en la National Gallery de Londres.

## El tema
Se narra el episodio bíblico ocurrido durante el tiempo de los Jueces de Israel y descrito en el libro homónimo. Sansón, por su extraordinaria fuerza, ejecutó grandes actos de venganza contra los enemigos de Israel, los filisteos, por los que gobernó durante veinte años. Estos, buscaban doblegarlo para lo que contrataron a Dalila quien tenía que descubrir el secreto de su descomunal fuerza. Por su insistencia, Sansón develó su misterio y, mientras dormía en el regazo de Dalila, ella le cortó sus trenzas, despojándolo de su fuerza. Los filisteos capturaron y cegaron a Sansón, indefenso ante sus enemigos. 
Es un tema frecuentemente utilizado en el arte como fuente de representación, por ejemplo en las pinturas homónimas de Lucas Cranach el Viejo, Francesco Morone, Anthony van Dyck, Matthäus Merian (en este caso un grabado) y otros.

## Descripción de la obra
En una representación pictórica que simula la escultura o el grabado por la técnica utilizada por Mantegna (la grisalla), al estilo de los relieves romanos, se representa a Dalila con Sansón dormido confiadamente a sus pies. Dalila corta personalmente los cabellos de Sansón, (en otras obras, lo hace un siervo por ella) donde reside su milagrosa fuerza. Una fuente a la derecha de la escena y un árbol que proporciona sombra completan los elementos relajantes del episodio que acabará en la detención del héroe judío. Al fondo, los colores ígneos recuerdan otras acciones punitivas de Sansón, como la quema de campos filisteos.

## Véase también

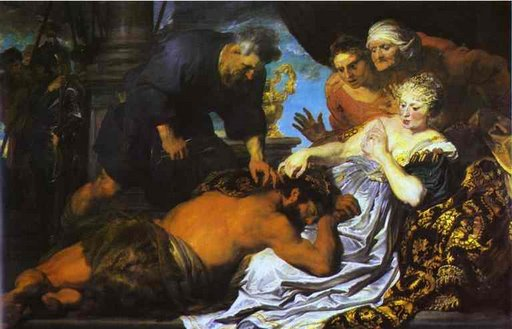
Sansón y Dalila, 1620, Anton van Dyck.